# Baseball klub Vindija
Baseball klub Vindija je bejzbolski klub iz Varaždina.
Klupsko sjedište je u ulici Petra Preradovića 17, u Varaždinu. Predsjednik kluba je Goran Vučetić.

## Klupski uspjesi
Pobjednik EuroInterleague 2009. godine.
Finalist završnice hrvatskog prvenstva 2008. i 2009. godine.
Finalist hrvatskog kupa 2008. godine. Pobjednici Kupa RH 2022. godine.

## Vanjske poveznice
- Stranice baseball kluba  Arhivirana inačica izvorne stranice od 5. veljače 2009. (Wayback Machine)